# Liste der State-, U.S.- und Interstate-Highways in Georgia
Dies ist eine Aufstellung von State Routes, U.S. Highways und Interstates im US-Bundesstaat Georgia, nach Nummern.

## State Routes

### Gegenwärtige Strecken
- Georgia State Route 1
- Georgia State Route 2
- Georgia State Route 3
- Georgia State Route 4
- Georgia State Route 5
- Georgia State Route 6
- Georgia State Route 7
- Georgia State Route 8
- Georgia State Route 9
- Georgia State Route 10
- Georgia State Route 10 Loop
- Georgia State Route 11
- Georgia State Route 12
- Georgia State Route 13
- Georgia State Route 14
- Georgia State Route 14 Spur
- Georgia State Route 15
- Georgia State Route 15 Alternate
- Georgia State Route 16
- Georgia State Route 17
- Georgia State Route 18
- Georgia State Route 19
- Georgia State Route 20
- Georgia State Route 21
- Georgia State Route 22
- Georgia State Route 23
- Georgia State Route 24
- Georgia State Route 25
- Georgia State Route 26
- Georgia State Route 27
- Georgia State Route 28
- Georgia State Route 29
- Georgia State Route 30
- Georgia State Route 31
- Georgia State Route 32
- Georgia State Route 33
- Georgia State Route 34
- Georgia State Route 35
- Georgia State Route 36
- Georgia State Route 37
- Georgia State Route 38
- Georgia State Route 39
- Georgia State Route 40
- Georgia State Route 41
- Georgia State Route 42
- Georgia State Route 43
- Georgia State Route 44
- Georgia State Route 45
- Georgia State Route 46
- Georgia State Route 47
- Georgia State Route 48
- Georgia State Route 49
- Georgia State Route 50
- Georgia State Route 51
- Georgia State Route 52
- Georgia State Route 53
- Georgia State Route 54
- Georgia State Route 55
- Georgia State Route 56
- Georgia State Route 57
- Georgia State Route 58
- Georgia State Route 59
- Georgia State Route 60
- Georgia State Route 61
- Georgia State Route 62
- Georgia State Route 63
- Georgia State Route 64
- Georgia State Route 65
- Georgia State Route 66
- Georgia State Route 67
- Georgia State Route 68
- Georgia State Route 70
- Georgia State Route 71
- Georgia State Route 72
- Georgia State Route 73
- Georgia State Route 74
- Georgia State Route 75
- Georgia State Route 76
- Georgia State Route 77
- Georgia State Route 78
- Georgia State Route 79
- Georgia State Route 80
- Georgia State Route 81
- Georgia State Route 82
- Georgia State Route 83
- Georgia State Route 84
- Georgia State Route 85
- Georgia State Route 86
- Georgia State Route 87
- Georgia State Route 88
- Georgia State Route 89
- Georgia State Route 90
- Georgia State Route 91
- Georgia State Route 92
- Georgia State Route 93
- Georgia State Route 94
- Georgia State Route 95
- Georgia State Route 96
- Georgia State Route 97
- Georgia State Route 98
- Georgia State Route 99
- Georgia State Route 100
- Georgia State Route 101
- Georgia State Route 102
- Georgia State Route 103
- Georgia State Route 104
- Georgia State Route 105
- Georgia State Route 106
- Georgia State Route 107
- Georgia State Route 108
- Georgia State Route 109
- Georgia State Route 110
- Georgia State Route 111
- Georgia State Route 112
- Georgia State Route 113
- Georgia State Route 114
- Georgia State Route 115
- Georgia State Route 116
- Georgia State Route 117
- Georgia State Route 118
- Georgia State Route 119
- Georgia State Route 120
- Georgia State Route 120 Loop
- Georgia State Route 121
- Georgia State Route 122
- Georgia State Route 123
- Georgia State Route 124
- Georgia State Route 125
- Georgia State Route 126
- Georgia State Route 127
- Georgia State Route 128
- Georgia State Route 129
- Georgia State Route 130
- Georgia State Route 132
- Georgia State Route 133
- Georgia State Route 135
- Georgia State Route 136
- Georgia State Route 137
- Georgia State Route 138
- Georgia State Route 138 Loop
- Georgia State Route 139
- Georgia State Route 140
- Georgia State Route 141
- Georgia State Route 142
- Georgia State Route 144
- Georgia State Route 145
- Georgia State Route 146
- Georgia State Route 147
- Georgia State Route 149
- Georgia State Route 150
- Georgia State Route 151
- Georgia State Route 152
- Georgia State Route 153
- Georgia State Route 154
- Georgia State Route 155
- Georgia State Route 156
- Georgia State Route 157
- Georgia State Route 158
- Georgia State Route 159
- Georgia State Route 162
- Georgia State Route 164
- Georgia State Route 165
- Georgia State Route 166
- Georgia State Route 168
- Georgia State Route 169
- Georgia State Route 171
- Georgia State Route 172
- Georgia State Route 173
- Georgia State Route 174
- Georgia State Route 176
- Georgia State Route 177
- Georgia State Route 178
- Georgia State Route 180
- Georgia State Route 180 Spur
- Georgia State Route 181
- Georgia State Route 182
- Georgia State Route 183
- Georgia State Route 184
- Georgia State Route 185
- Georgia State Route 186
- Georgia State Route 187
- Georgia State Route 188
- Georgia State Route 189
- Georgia State Route 190
- Georgia State Route 191
- Georgia State Route 192
- Georgia State Route 193
- Georgia State Route 194
- Georgia State Route 195
- Georgia State Route 196
- Georgia State Route 197
- Georgia State Route 198
- Georgia State Route 199
- Georgia State Route 200
- Georgia State Route 201
- Georgia State Route 202
- Georgia State Route 203
- Georgia State Route 204
- Georgia State Route 206
- Georgia State Route 208
- Georgia State Route 211
- Georgia State Route 212
- Georgia State Route 215
- Georgia State Route 216
- Georgia State Route 219
- Georgia State Route 220
- Georgia State Route 223
- Georgia State Route 224
- Georgia State Route 225
- Georgia State Route 227
- Georgia State Route 228
- Georgia State Route 230
- Georgia State Route 231
- Georgia State Route 232
- Georgia State Route 233
- Georgia State Route 234
- Georgia State Route 236
- Georgia State Route 237
- Georgia State Route 240
- Georgia State Route 241
- Georgia State Route 242
- Georgia State Route 243
- Georgia State Route 246
- Georgia State Route 247
- Georgia State Route 251
- Georgia State Route 252
- Georgia State Route 253
- Georgia State Route 254
- Georgia State Route 255
- Georgia State Route 256
- Georgia State Route 257
- Georgia State Route 260
- Georgia State Route 262
- Georgia State Route 264
- Georgia State Route 266
- Georgia State Route 268
- Georgia State Route 270
- Georgia State Route 271
- Georgia State Route 272
- Georgia State Route 273
- Georgia State Route 274
- Georgia State Route 275
- Georgia State Route 278
- Georgia State Route 279
- Georgia State Route 280
- Georgia State Route 281
- Georgia State Route 282
- Georgia State Route 283
- Georgia State Route 284
- Georgia State Route 285
- Georgia State Route 286
- Georgia State Route 288
- Georgia State Route 292
- Georgia State Route 293
- Georgia State Route 296
- Georgia State Route 297
- Georgia State Route 298
- Georgia State Route 299
- Georgia State Route 300
- Georgia State Route 301
- Georgia State Route 302
- Georgia State Route 303
- Georgia State Route 305
- Georgia State Route 306
- Georgia State Route 307
- Georgia State Route 308
- Georgia State Route 309
- Georgia State Route 310
- Georgia State Route 311
- Georgia State Route 313
- Georgia State Route 314
- Georgia State Route 315
- Georgia State Route 316
- Georgia State Route 317
- Georgia State Route 320
- Georgia State Route 323
- Georgia State Route 324
- Georgia State Route 325
- Georgia State Route 326
- Georgia State Route 327
- Georgia State Route 328
- Georgia State Route 329
- Georgia State Route 330
- Georgia State Route 331
- Georgia State Route 332
- Georgia State Route 333
- Georgia State Route 334
- Georgia State Route 335
- Georgia State Route 337
- Georgia State Route 338
- Georgia State Route 339
- Georgia State Route 341
- Georgia State Route 347
- Georgia State Route 348
- Georgia State Route 350
- Georgia State Route 352
- Georgia State Route 354
- Georgia State Route 355
- Georgia State Route 358
- Georgia State Route 360
- Georgia State Route 362
- Georgia State Route 365
- Georgia State Route 368
- Georgia State Route 369
- Georgia State Route 370
- Georgia State Route 371
- Georgia State Route 372
- Georgia State Route 374
- Georgia State Route 376
- Georgia State Route 377
- Georgia State Route 378
- Georgia State Route 380
- Georgia State Route 382
- Georgia State Route 383
- Georgia State Route 384
- Georgia State Route 385
- Georgia State Route 388
- Georgia State Route 400
- Georgia State Route 414
- Georgia State Route 417
- Georgia State Route 419
- Georgia State Route 422
- Georgia State Route 515
- Georgia State Route 520

### Außer Dienst gestellte Strecken
- Georgia State Route 69
- Georgia State Route 131
- Georgia State Route 134
- Georgia State Route 143
- Georgia State Route 148
- Georgia State Route 160
- Georgia State Route 161
- Georgia State Route 163
- Georgia State Route 167
- Georgia State Route 170
- Georgia State Route 175
- Georgia State Route 179
- Georgia State Route 205
- Georgia State Route 207
- Georgia State Route 209
- Georgia State Route 210
- Georgia State Route 213
- Georgia State Route 214
- Georgia State Route 217
- Georgia State Route 218
- Georgia State Route 221
- Georgia State Route 222
- Georgia State Route 226
- Georgia State Route 229
- Georgia State Route 235
- Georgia State Route 238
- Georgia State Route 239
- Georgia State Route 244
- Georgia State Route 245
- Georgia State Route 248
- Georgia State Route 249
- Georgia State Route 250
- Georgia State Route 258
- Georgia State Route 259
- Georgia State Route 261
- Georgia State Route 263
- Georgia State Route 265
- Georgia State Route 267
- Georgia State Route 269
- Georgia State Route 276
- Georgia State Route 277
- Georgia State Route 287
- Georgia State Route 289
- Georgia State Route 290
- Georgia State Route 291
- Georgia State Route 294
- Georgia State Route 295
- Georgia State Route 304
- Georgia State Route 312
- Georgia State Route 318
- Georgia State Route 319
- Georgia State Route 321
- Georgia State Route 322
- Georgia State Route 336
- Georgia State Route 340
- Georgia State Route 342
- Georgia State Route 343
- Georgia State Route 344
- Georgia State Route 346
- Georgia State Route 349
- Georgia State Route 351
- Georgia State Route 353
- Georgia State Route 357
- Georgia State Route 359
- Georgia State Route 361
- Georgia State Route 363
- Georgia State Route 364
- Georgia State Route 366
- Georgia State Route 367
- Georgia State Route 373
- Georgia State Route 375
- Georgia State Route 375
- Georgia State Route 379
- Georgia State Route 381
- Georgia State Route 387

## Interstate Highways

### Gegenwärtige Strecken
- Interstate 16
- Interstate 20
- Interstate 24
- Interstate 59
- Interstate 75
- Interstate 85
- Interstate 95
- Interstate 185
- Interstate 285
- Interstate 475
- Interstate 516
- Interstate 520
- Interstate 575
- Interstate 675
- Interstate 985

### Außer Dienst gestellte Strecken
- Interstate 175
- Interstate 420
- Interstate 485

## U.S. Highways

### Gegenwärtige Strecken
- U.S. Highway 1
- U.S. Highway 11
- U.S. Highway 17
- U.S. Highway 19
- U.S. Highway 23
- U.S. Highway 25
- U.S. Highway 27
- U.S. Highway 29
- U.S. Highway 41
- U.S. Highway 76
- U.S. Highway 78
- U.S. Highway 80
- U.S. Highway 82
- U.S. Highway 84
- U.S. Highway 123
- U.S. Highway 129
- U.S. Highway 221
- U.S. Highway 278
- U.S. Highway 280
- U.S. Highway 301
- U.S. Highway 319
- U.S. Highway 341
- U.S. Highway 378
- U.S. Highway 411

### Außer Dienst gestellte Strecken
- U.S. Highway 41W
- U.S. Highway 78N
- U.S. Highway 78S